# 植物
植物（しょくぶつ、英: plant）は、草や木などのように、根があって場所が固定されて生きているような生物のことで、動物と対比させられた生物区分である。
なお、生物学の歴史では二界説あるいは五界説のような分類法が採用されていた時代があった。そこでは菌類（キノコやカビ）、褐藻（ワカメなど）なども植物と見なしていた。だがここ数十年の生物学では分類群としての名称はあくまで「植物界」である為、現在も植物の定義がひとつに定まっていない。陸上植物を含む単系統群として植物を定義するが、どの単系統を選ぶかにより複数の定義が並立している。狭い定義では陸上植物のみを植物として認めるが、より広い定義では緑色植物全体を植物としたり、紅色植物、灰色植物をも植物に含めたりする。また、「植物」と「植物界」という言葉の違いについても、乱暴に『「植物」は植物界のシノニムだ』と言ってしまう人と、『そうではない』という人など、生物学者たちの中でも意見は分かれている。古い二界説や五界説では植物とみなされていた菌類や褐藻や光合成原生動物（ミドリムシや珪藻など）は、「系統が異なる」として、現在（2012年）では生物分類学上は植物とみなされていない。だが、さらにややこしいことに、生態学的には、こういう分類法では無い。例えば生態学では「光合成を行うワカメや珪藻は、植物（生産者）」とする。

## 植物の構造と機能

### 根と茎の構造と機能
根と茎には、道管と師管が通っていて、水や養分が運ばれている。
|    | 機能 | 水や養分の通り道                                                                                           |
| -- | --- | --- |
| 根 | - 水や養分（肥料）を吸収する（サツマイモの場合は芋の部分で養分吸収）。 - 体を支える（根は土に細部まで入り組んでいるため固定力がある）。 - 養分を蓄える（蓄えが、多ければ根も太くなることが多い）。 | - 根から吸収した水は、道管を通る。 - 葉でつくられた養分は師管を通る。 - 道管や師管の集まりを維管束という。 |
| 茎 | - 水や養分（肥料）を運搬する（茎を切ると枯れるのはこのためである）。 - 体を支える（体を支えるため茎は太いことが多い）。 - 養分を蓄える。                                                           | - 根から吸収した水は、道管を通る。 - 葉でつくられた養分は師管を通る。 - 道管や師管の集まりを維管束という。 |

### 葉の構造と機能
葉も根や茎と同じように、葉脈には維管束(道管と師管)が通っていて、水や養分が運ばれている。

### 部分の名称
- 葉脈：葉の表面に筋として見える構造を指し、葉の維管束に当たる部分である。
- 道管：被子植物において木部の主要な構成要素となっていて、管状の細胞が縦につながってできた組織である。
- 師管：維管束植物（シダ植物や種子植物）の維管束を構成する2つの複合組織のうちの1つである。
- 葉緑体：光合成をおこなう、半自律性の細胞小器官のこと。クロロプラストともいう。
- 維管束：植物体の全体にわたってその内部を貫く植物が持つ内部組織の1つ。
- 気孔：酸素や二酸化炭素が出入りしたり、水蒸気を出したりする穴のこと。

## 植物と生態系
生態系において、植物は大きな部分を占めている。緑藻を含む緑色植物は光合成によって有機物を生産するが、これ以外の一次生産者は化学合成を行う一部の細菌類のみであり、事実上地球上のほとんどの有機物生産は植物によって行われている。植物によって生産された有機物は、捕食-被食関係などを通じて一次消費者である草食動物、二次・三次消費者である肉食動物、そしてそれらの分解者へとつながっていき、食物連鎖を形成する。また植物は各地の気候などによって特徴的な植生を形成し、それを基盤とした生物群系を各地に成立させる。植物の光合成は、大気中の酸素濃度および二酸化炭素濃度を安定化させることに大きく貢献している。
植物と動物は捕食-被食関係のほかに、しばしば共生関係を構築する。例えば顕花植物には昆虫や鳥などの動物を媒介して受粉を行う動物媒のものが数多く存在し、なかでも媒介動物の多い熱帯の樹木においては95%が動物媒によるものである。

## 植物を扱う学問
森林科学、植物育種学、園芸学、植物生理生態学、海洋植物学などがある。
生物学のうち植物を研究対象とする分野を植物学と呼んだ。この植物学はどちらかと言うと博物学の一部門で、動物学や鉱物学と併置されていた。植物学は陸上植物および全ての藻類を対象とした。植物の学名の命名規約の日本語訳は「国際植物命名規約」とされていたが、原語を正確に訳せば『国際「植物学」命名規約』で、これは博物学的な視点のものであった。分類名に関しては、その後分類学によるものが主流となり国際藻類・菌類・植物命名規約 となって「植物学」の語はなくなった。
無論、生物学も植物を扱う。

## 分類研究の歴史
古代ギリシアのアリストテレスは、植物を代謝と生殖はするが移動せず感覚はないものとした。代謝と生殖をしないものは無生物であり、移動し感覚のあるものは動物とした。アリストテレスは無生物から生物を経て人間へ至る「自然の連続」の中に区切りを設けた。たとえばカイメンは植物と動物の中間的な生物と考えた。

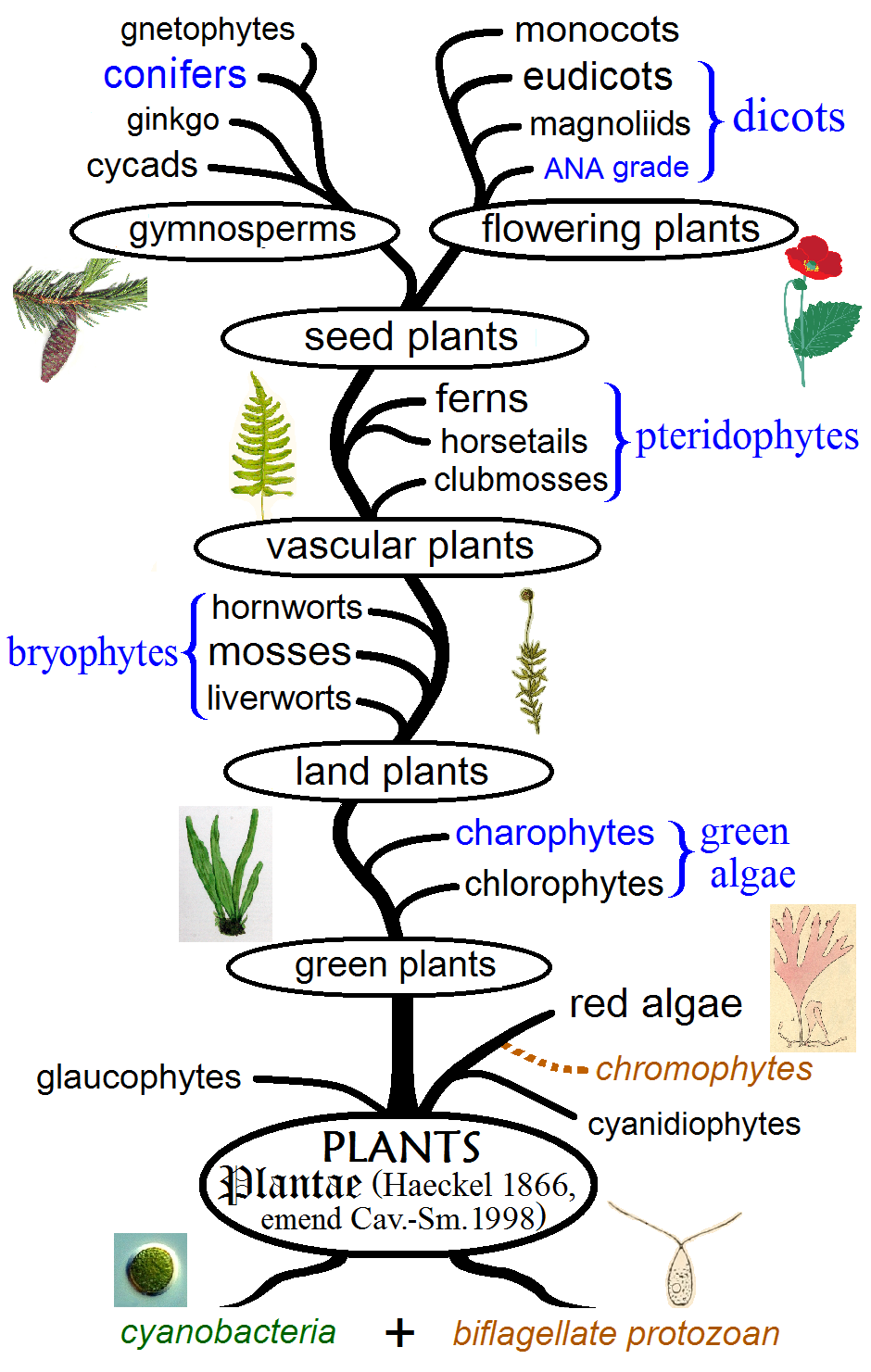
植物系統図の一例

18世紀のカール・フォン・リンネは、すべての生物をベシタブリア Vegetabilia 界と動物 Animalia 界に分けた（二界説）。
当時の植物には、現在は植物に含められない褐藻や真菌類を含んでいた。ただし、微生物についてはまだほとんど知られていなかった。
微生物が発見されてくると、次のような植物的特徴を多く持つものは植物に、そうではないものは動物に分類した。
- 光合成をする。
- 細胞壁をもち、多細胞のものは先端成長をする。
- 非運動性。

こうして拡大してきた植物には、現在から見れば次のような雑多な生物が含まれていた。
- 陸上植物・多細胞藻類 - 緑色植物、紅藻など。典型的な植物。
- 単細胞藻類 - 光合成をするが、細胞壁のないものや運動性のものもいる。
- 真菌 - 光合成はしないが、細胞壁を持ち、非運動性。
- 細菌・古細菌 - 一部は光合成を行うが、しないものの方が多い。細胞壁を持つ。運動性のものも多い。

しかし、これらのうち一部しか当てはまらない生物が多いことが認識されてくると、二界説を捨て新たな界を作る動きが現れた。
まず1860年、ジョン・ホッグが微生物など原始的な生物を Primigenum にまとめ、1866年にはエルンスト・ヘッケルがそのグループに原生生物 （プロチスタ） Protista 界と命名した。これにより、微生物や真菌は植物から外された。また、ヘッケルは同時に現在の植物 Plantae 界という名を命名した。ただしのちに真菌は、かつては光合成をしていたが光合成能力を失ったとして再び植物に戻された。
1937年にはバークリーが、植物種の過半を占める菌類がクロロフィルを欠いている点を重視して、動物・菌類・植物に分ける三界説を提唱した。
次いで1969年、ロバート・ホイッタカーが五界説を唱え、光合成をする高等生物を植物と位置づけた。表面栄養摂取をする高等生物、つまり真菌は菌界として独立した。この段階では、藍藻類を含めた光合成生物が一つの系統的なまとまりを形成するという考えは暗に認められていた。

### 系統分類へ
しかし、分子遺伝学的情報が利用可能になったこと、原生生物各群の研究、特に微細構造の解明が進んだことから、光合成生物の単系統性は疑わしくなってきた。また、1967年、リン・マーギュリスの細胞内共生説は、同じ葉緑素を持っているからといって同系統とは言えないことを示した。
たとえば、ミドリムシ類は緑藻類と同じ光合成色素を持っている。したがって系統上は近いものと考えることができた。しかし、近年の考えでは、これは全く系統の異なった原生生物が緑藻類を取り込み、自らの葉緑体としたものだと考えられている。つまり、光合成能力は、その生物の系統とは関係なく得られると考えられる。したがって、現代では、藻類というまとまりに分類学的意味を見いだすことはできなくなってしまった。
これを受け植物界の範囲はさらに限定的なものへと変化していく。1981年、マーギュリスは五界説を修正し、陸上植物を植物界とした。
同じ1981年、トーマス・キャバリエ＝スミスは、八界説を唱えた。緑色植物と紅色植物と灰色植物は、葉緑体の唯一の一次共生を起こした生物を共通祖先とする単系統であるとして、これを植物界とした。ただしこの単系統性には疑問があるなどの理由で、新しい植物界の定義はあまり広まらなかった。一方、それまで植物に含まれていたが別系統である褐藻などは、単細胞藻類の大部分やいくつかの原生動物と共にクロミスタ Chromista 界として独立させた。
2005年には、アドルらによって、「キャバリエ＝スミスの植物界」がアーケプラスチダと命名され、この呼称が専門分野では一般的となる。アドルらはまったく新しい枠組みで生物界全体を見直すことを意図し、界などリンネ式の階級を使わなかったが、リンネ式の階級システムではアーケプラスチダを界とすることが多い。

## 現在の植物の定義
本節では、2012年現在における植物の複数の定義と、それらの定義が提案がされるに至った背景を説明する。

### 背景
「かつて「植物」という単語は、広く光合成をする生物一般、すなわち光合成生物全般を指していた」だが、生物に関する科学的知見が深まるにつれ、この素朴な定義は大きく修正されることになった。
植物の定義が修正された理由は主に3つある。第一の理由として、生物全体が細菌、古細菌、真核生物の3つのドメインに分かれることが分子系統解析によりわかったことが挙げられる。これは細菌に属する光合成細菌は真核生物である陸上植物とは異なる系統であることを意味する。したがって陸上植物を含む単系統群として植物を定義するのであれば、植物を真核生物に属するものに限定しなければならない。」と誰は指摘した。
第二の理由は真核生物がいくつかのスーパーグループに分類できることが分子系統解析によりわかったことである。この分類に真核光合成生物を当てはめてみると、下記のように多系統であることがわかる：
| スーパーグループ | スーパーグループ | 具体例                                                          |
| ---------------- | ---------------- | --------------------------------------------------------------- |
| オピストコンタ   | オピストコンタ   | （後生）動物・襟鞭毛虫・菌類                                    |
| アメーボゾア     | アメーボゾア     | 粘菌・アメーバ                                                  |
| エクスカバータ   | エクスカバータ   | ユーグレノゾア・ディプロモナス類                                |
| アーケプラスチダ | アーケプラスチダ | 緑色植物・紅色植物・灰色植物                                    |
| SAR              | ストラメノパイル | 不等毛植物（褐藻・珪藻・黄金色藻など）、 卵菌・ラビリンチュラ類 |
| SAR              | アルベオラータ   | 渦鞭毛植物・アピコンプレクサ・繊毛虫                            |
| SAR              | リザリア         | 放散虫・有孔虫                                                  |
| ハクロビア       | ハクロビア       | ハプト植物・太陽虫                                              |

第三の理由は葉緑体の起源がわかったことである。真核光合成生物は、シアノバクテリアに類似した原核生物を真核生物が取り込んだことにより誕生した（一次共生）。そしてこのようにして誕生した真核光合成生物をさらに別の真核生物が取り込むことで新たな真核光合成生物も誕生した（二次共生）。二次共生は生物の歴史で何度も起こった事が知られており、これが真核生物の様々なスーパーグループに光合成生物が属している理由である。それに対し、一次共生が起こり二次共生が起こっていない生物群はスーパーグループのアーケプラスチダと一致する事が知られている。
『何を持って植物と呼ぶべきかという問いに対する一つの答えは「アーケプラスチダに属すること」という事になる。』
『2012年現在提案されている植物の定義の多くは、アーケプラスチダもしくはそこに属する単系統部分群だ』と誰は言った。
この他、非主流の系統仮説をもとに、アーケプラスチダより広い範囲を「超植物界」とする提案がされたこともあるが、有力な説となってはいない。
アーケプラスチダの系統樹は以下のようになる：
| 灰色植物 Glaucophyta                           |                             | | |
| 紅色植物 Rhodophyta                            |                             | | |
| 緑色植物 Viridiplantae （クロロフィルbの獲得） | 緑藻植物 Chlorophyta        | 緑藻植物 Chlorophyta                                                                                  | アオサ藻綱 Ulvophyceae                                                                                |
| 緑色植物 Viridiplantae （クロロフィルbの獲得） | 緑藻植物 Chlorophyta        | 緑藻植物 Chlorophyta                                                                                  | トレボウクシア藻綱 Trebouxiophyceae                                                                   |
| 緑色植物 Viridiplantae （クロロフィルbの獲得） | 緑藻植物 Chlorophyta        | 緑藻植物 Chlorophyta                                                                                  | … |
| 緑色植物 Viridiplantae （クロロフィルbの獲得） | ストレプト植物 Streptophyta | クロロキブス藻 Chlorokybus、メソスティグマ藻 Mesostigma、クレブソルミディウム藻類 Klebsormidiophyceae | クロロキブス藻 Chlorokybus、メソスティグマ藻 Mesostigma、クレブソルミディウム藻類 Klebsormidiophyceae |
| 緑色植物 Viridiplantae （クロロフィルbの獲得） | ストレプト植物 Streptophyta | フラグモプラスト植物 Phragmoplastophyta                                                               | 接合藻類 Zygnematophyceae                                                                             |
| 緑色植物 Viridiplantae （クロロフィルbの獲得） | ストレプト植物 Streptophyta | フラグモプラスト植物 Phragmoplastophyta                                                               | コレオケーテ類 Coleochaetophyceae                                                                     |
| 緑色植物 Viridiplantae （クロロフィルbの獲得） | ストレプト植物 Streptophyta | フラグモプラスト植物 Phragmoplastophyta                                                               | シャジクモ類 Charophyceae                                                                             |
| 緑色植物 Viridiplantae （クロロフィルbの獲得） | ストレプト植物 Streptophyta | フラグモプラスト植物 Phragmoplastophyta                                                               | 陸上植物 Embryophyta （胞子体の獲得）                                                                 |

### 定義
2012年現在、植物界の定義として以下のものがある：
アーケプラスチダ
緑色植物、紅色植物、灰色植物からなる単系統群。葉緑体膜が2重である。シアノバクテリアを細胞内に共生させた生物を共通祖先とする単系統群であるという仮説に基づき、トーマス・キャバリエ＝スミスがこの系統を植物界と定義した。単に「広義の植物界 (Plantae sensu lato)」と言った場合、これを意味することが多い。ただし、より広義の意味と対比させ、「狭義の植物界」と呼ぶこともある。
緑色植物
葉緑体がクロロフィル a/b をもつ事で特徴づけられる単系統群で、葉緑体膜が2重である。「狭義の植物界 (Plantae sensu stricto)」と言った場合、これを意味することがある。
陸上植物
コケ植物、シダ植物、種子植物からなる単系統群。古くは後生植物ともいい、陸上で進化し、高度な多細胞体制を持つ。この群を植物界とする分類はリン・マーギュリスが唱え、マーギュリスにより改訂された五界説と共に広まった。

## 人と植物の関係

### 食糧・薬品
人類は植物の葉・茎・根・果実・種子を野菜・果物・穀物として食べる。人類は狩猟採集時代に植物を採集していた時代がとても長い。だが約12000年前に一部の植物の栽培を開始し、農業で植物を大量に生産するようになった。世界で食用に栽培されている植物はおよそ2300種ほどとされている。また、植物を飼料として家畜を飼育することにより、動物性食品の大量供給も行われている。直接的な食糧だけでなく、糖や蜜といった甘味料や、油糧作物から取れる植物油も重要である。植物からはタバコやコーヒー、茶といった嗜好品も生産され、換金作物として広く栽培されている。微生物を利用した発酵食品も作り、穀物や果物からはビールやワインといった酒も作る。
植物の中には薬効を示すものがあり、人類は先史時代から健康のために薬用植物を摂取し、それで薬（生薬）を作り患者に与えてきた。植物由来の医薬品は現代でも盛んに使用され、さらに植物の薬効成分の研究によってあらたな薬が開発されることもある。

### 素材・原料
植物は工業原料や材料としても利用される。原料として使う植物はしばしば農作物として栽培され工芸作物と総称される。
森林から生産される木材は工業原料・資材として非常に重要であり、狭義の林業は森林からの木材生産と定義されている。生産された木材の用途は多様である。建築材料としての材木のほか、木材を加工した合板も近代以降は重要な工業原料となっている。材木は工芸材料としても重要で、タンスなどの家具や指物、食器などさまざまな木工品が製作されている。工芸材料としては、東アジアから東南アジアにかけては竹も広く使用され、竹細工などの各種生活工芸品が制作されてきた。他にもトウから籐家具を作るなど、さまざまな植物が工芸材料とされている。
植物の繊維質は、被服の重要な原料となっており、亜麻、麻、綿花などから衣服が作られている。マニラ麻やサイザル麻といった硬質繊維は、紐や縄の材料として20世紀半ばまでは重要な地位を占めていた。わらじも稲わらの植物繊維で作る。畳はイグサの繊維で作る。紙も植物繊維からつくられており、古くは麻やぼろ布、和紙の場合はコウゾやミツマタなどを主原料としていたが、19世紀中盤以降木材からパルプを製造し製紙を行う方法が主流となって、ほとんどの紙が木材から製造されるようになった。
植物は燃料としても重要である。薪や木炭は最も基本的な燃料として世界中で使用され、産業革命後に先進国のエネルギー生産が化石燃料主体へと移行したのちも発展途上国においては燃料の主力であり続け、2005年時点で世界の木材生産の47%が薪炭用に使用されている。また、21世紀に入り化石燃料使用の削減が叫ばれるようになると、サトウキビやトウモロコシなどを原料としたバイオマスエタノールなど、植物性バイオマスエネルギーの活用が盛んとなった。
樹液を固めた樹脂も、原料として広く利用されてきた。こうした天然樹脂の中でもっとも重要なものはゴムであり、防水性や絶縁性、弾力性に優れ、タイヤや電化製品、靴や手袋などの日用品に至るまで幅広く利用されている。また同じく樹脂である漆は塗料として優れ、日本ではこれを利用した多くの漆器が生み出されてきた。このほか、糊や化粧品や香水等々、植物を原料としてさまざまなものが生み出されてきた。

### 防災、温暖化対策
防災や資源保護のために植生を利用することも広く行われている。たとえば森林の高い表層土壌侵食保護能力を利用した山地での森林造成や、強風を防ぐための防風林の造成などである。こうした公益的機能の高い森林は世界各地で保護されており、日本では保安林として整備・保護されている。
20世紀末以降、地球温暖化が進み対策が求められるなかで、植物、特に森林の二酸化炭素吸収機能が注目されている。

### 心にもたらす効能、生活環境
人間は緑の多い風景を良好な環境や景観と見なすことが多く、癒やしを求めるため森林浴を行うこともある。緑視率（人の視野に入るみどりの割合）が高い場所ほど「安らぎ」「さわやか」「潤い」など快適性を高める心理的効果を感じ、目にも優しく、また日差しを遮ることによって熱環境を改善する物理的効果も得られることが、国土交通省が屋上緑化空間で行った調査により分かった。
生活空間のなかに樹木や草花を植栽することは広く行われている。個人宅には庭が設置され樹木や芝生が植えられるほか、塀の代わりに庭木を密生して植えることで自宅と外部とを区画する生垣も利用されている。道路には街路樹や並木が植えられ、美観や緑陰を向上させる。都市には市民の休養や美観、防災を目的として公園や緑地が造園され、さまざまな植物が植栽される。
観賞用の花や樹木を植えた庭園は古代より世界各地に存在し、現地の文化に基づいたさまざまなスタイルを発展させてきた。園芸は趣味として一般的なものであり、自宅に観葉植物や盆栽などの鉢植えをおいたり、庭がある場合は花壇などに草花を地植えし、または自宅や周辺で家庭菜園を営むなど、さまざまなガーデニングが楽しまれている。鉢植えや切り花などの観賞用植物は巨大な市場規模を持っており、園芸農家で栽培された植物は卸売市場で取引され、花屋などで消費者に購入される。花はドライフラワーや押し花などに加工される。植物は絵画や彫刻・文芸の対象として一般的なものであり、例えばアールヌーボーでは植物は主要なモチーフとなっている。華道のように、植物の飾り方そのものが芸術となることもある。
なお、宗教の多くでは一部の植物に聖性を与えており、また各地の文化はさまざまなイメージを植物へと投影してきた。葬儀の際に花が飾られたり墓前に花が捧げられるように、儀式の際に花を用いることは珍しくない。

### 品種改良と遺伝子操作
人類は植物を利用する過程において、自らの望む特質を持った個体を選抜し育成することで、より有益な種を作り出してきた。こうした品種改良において最も古いものは穀物の栽培初期であり、栽培化の過程で穀物は種子の非脱落性や可食部の増大といった、人類の利用に有益な形質を持つ種が選抜されていった。生物工学の発展に伴い、遺伝子操作によって栄養価の改善や耐病性の強化などを改善した遺伝子組み換え作物が開発され栽培が行われているものの、安全性などの面から根強い反対運動が起こっている。こうした品種改良や遺伝子操作は食用作物に限ったことではなく、観賞用の作物である花でも選別や人工交配によって新品種が作り出され、遺伝子技術も取り入れられている。

### 害
植物が人間や生態系に害をなすこともある。スギやヒノキ・イネ科植物やブタクサ・シラカバなどが飛ばす花粉は、一部の人間に花粉症と呼ばれるアレルギー症状を引き起こす。また、本来その土地になかった人為的な外来種が帰化植物として地域の生態系に根付くことがあるが、一部の帰化植物は従来の生態系に悪影響を及ぼすことがあり、日本では外来生物法によって規制されている。

## その他
なお、存在を特に望んでいない場合は人は植物を勝手に雑草や雑木などと呼ぶこともある。

## 比喩
脳幹のみによって生きている人間を植物状態や植物人間と呼ぶのは比喩であり、20世紀初頭の生理学において「意識がなくても維持される生理機能」を植物的性質と称したことによるもので、正確に言うなら、生物としての植物とは関連がない。
学術用語でも、動物の中にも "植物的"な性質をもつものを植物性器官・植物極などと命名している。